# HK53

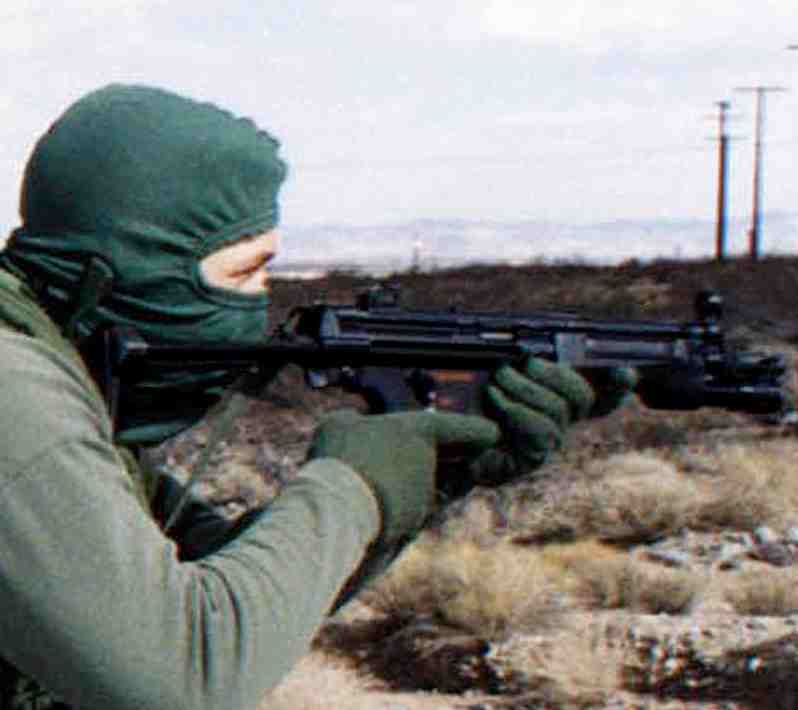
Plan rapproché d'un HK53.

Le fusil d'assaut HK53 est la version compact du HK33. Ses dimensions proches du MP5 en font presque un pistolet mitrailleur. Il figure souvent dans l'armement des unités type SWAT.

## Données numériques
- Munition : 5,56 x 45 mm OTAN
- Longueur 
  - crosse rétractée : 59 cm
  - Crosse déployée : 78
- Canon : 21,1 cm
- Masse
  - arme vide :
  - arme avec chargeur plein (25 cartouches)
- Chargeur : 25/40 cartouches (ou celui de 30 du HK33)

### Sources
- Jan BORGER & Stefan CIEJKA, "Heckler und Koch",Gazette des Armes n° 131 et 132, juillet et août 1982
- Olivier GINOUX, "Les Armes Heckler & Koch", Cibles n° 324, mars 1997
- Martin J. Dougherty, Armes à feu : encyclopédie visuelle, Elcy éditions, 304 p. (ISBN 9782753205215), p. 165.